# Patrick Duddy
Patrick Duddy (Bangor, Maine) es un diplomático estadounidense.
Se licenció en 1972 en el Colby College, luego obtuvo una maestría en la Universidad de Northeastern y realizó un postgrado en Estrategia de Seguridad Nacional en la Escuela Nacional de Guerra.
Duddy se ha desempeñado como Subsecretario adjunto para asuntos de América Latina en Washington. También ha servido como Cónsul General de los EE. UU. en São Paulo, Jefe Adjunto de Misión en la Embajada de los EE. UU. en La Paz y ha servido en las misiones diplomáticas acreditadas en Chile, República Dominicana, Costa Rica, Paraguay y Panamá. 
El 9 de agosto de 2007 fue designado por el Senado estadounidense para ejercer como Embajador Extraordinario y Plenipotenciario de los Estados Unidos en Venezuela, en sustitución de William Brownfield, quién fue enviado para presidir la misión diplomática americana en Colombia a raíz de las constantes amenazas de expulsión por parte del gobierno venezolano.
El 11 de septiembre de 2008 en un acto proselitista, el presidente Hugo Chávez le dio un plazo de 72 h al embajador Patrick Duddy para retirarse del país, en respuesta a una expulsión del embajador de Bolivia en Estados Unidos. Chávez se refirió: “Tiene 72 horas, a partir de este momento el embajador yanqui en Caracas para salir de Venezuela. ¡Váyanse al carajo, yanquis de mierda!”.
Este suceso ocasionó el retiro inmediato de los embajadores de Estados Unidos y de Venezuela hacia sus países de procedencia. Duddy fue declarado persona no grata por el gobierno venezolano.
El 25 de junio de 2009 la Cancillería de Venezuela envió una nota diplomática en la que retira las medidas que pesaban sobre Duddy. El mismo día el Departamento de Estado como gesto de reciprocidad hizo lo propio con el diplomático venezolano.
El 2 de julio de 2009 Duddy retomó su cargo casi diez meses de ausencia en Caracas, formalizando la normalización de las relaciones bilaterales.